# Helen Scott-Orr
Helen Scott-Orr es una veterinaria australiana y epidemióloga. Fue Jefa Veterinaria de Nueva Gales del Sur y Directora Ejecutiva en el NSW Departamento de Industrias Primarias. Se retiró en 2009.

## Biografía
Helen ha tenido una carrera gubernamental que abarca 40 años. Es bien sabida de su contribución al control de rabia en Indonesia, y sus esfuerzos para aumentar las prevenciones en caso de una incursión de rabia a Australia del Norte. Es recipiente de una Medalla del Gobierno australiano de Servicio Público (PSM).

## Educación
Helen completó un Bachelor de Ciencia Veterinaria (con honores) en la Universidad de Sídney. Y completó un diploma en Bacteriología, Microbiología e Inmunología a través de la Escuela de Londres de Higiene y Medicina Tropical. Fue admitida como miembro de la Universidad australiana de Científicos Veterinarios en Epidemiología en 1988. Devino una socia del Instituto australiano de Directores de Compañía en 2005.

## Afiliaciones
- Coordinadora, Crawford Fondo NSW Comité[2]
- Directora de tablero, Australia de Salud Animal[2]
- Profesora honoraria asociada, Facultad de Ciencia Veterinaria, Universidad de Sídney[2]
- Directora de tablero, Animales invasivos Centro de Búsqueda Cooperativa[2]

## Asociaciones anteriores
- Dirigente de proyecto, Centro australiano para Búsqueda Agrícola Internacional, NSW Departamento de Industrias Primarias http://aciar.gov.au/project/ah/2006/166
- Trustee, Educación y Búsqueda Orgánicas Confianza[2]
- NSW Agricultura, Departamento de Industrias Primarias[2]
- Miembro de tablero, Comunidades de Captación del Algodón CRC tablero[2]
- Directora de tablero, Ganado y Calidad de Ternera Centro de Búsqueda Cooperativa[2]
- Directora de tablero, Industria de Oveja australiana Centro de Búsqueda Cooperativa[2]
- Miembro del Producción de Arroz Sostenible Centro de Búsqueda Cooperativa

## Premios
Recibió una Medalla de Servicio Pública en el 2010 Día de Australia Premios para Servicio Público Excepcional a Ciencia Agrícola y Veterinaria.

## Vida personal
Vive en Millthorpe, Nueva Gales del Sur.